# 4621 Tambov
4621 Tambov (1979 QE10) là một tiểu hành tinh vành đai chính được phát hiện ngày 27 tháng 8 năm 1979 bởi N. S. Chernykh ở Nauchnyj.